# Борго Тарапино (Ферара)
Борго Тарапино (итал. Borgo Tarapino) је насеље у Италији у округу Ферара, региону Емилија-Ромања.
Према процени из 2011. у насељу је живело 37 становника. Насеље се налази на надморској висини од 4 м.